# Mike Francis

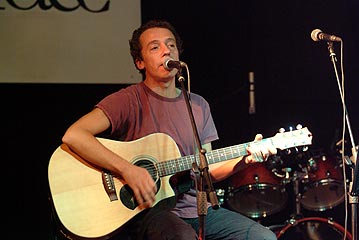
Mike Francis im „The Place“ in Rom (Februar 2006)

Mike Francis (* 26. April 1961 in Florenz als Francesco Puccioni; † 30. Januar 2009 in Rom) war ein italienischer Sänger und Komponist.

## Karriere
Mike Francis war einer der erfolgreichsten italienischen Pop-Sänger der 1980er Jahre. Seine erste Band bildete er im Alter von 14 Jahren mit Klassenkameraden in Rom. Dort besuchte er das Institute of American Studies; dies war auch der Grund, warum die meisten seiner Texte in englischer Sprache verfasst sind.
1984 hatte er seinen größten Hit. Mit Survivor landete er an der Spitze der italienischen Charts. Auch in anderen Ländern wie Deutschland und England folgten Top-Positionen. Für Disco Queen Amii Stewart schrieb er im gleichen Jahr den Hit Friends, womit ebenfalls die Top 10 erreicht wurden. Dank seiner einfühlsamen, weichen Stimme, die immer im Vordergrund stand, gelangen ihm weitere Hits. Hierzu zählen so zeitlose Klassiker wie Let Me In, Features Of Love und Together. Francis komponierte auch Musik für TV- und Kinofilme.
Erst zu Beginn der 1990er Jahre nahm Mike Francis erstmals einige Alben in seiner Muttersprache auf. Sein erstes Album In Italiano wurde zum Sommersoundtrack des Jahres 1991 in seiner Heimat und verschaffte ihm dort den gleichen Status wie Eros Ramazzotti oder Raf. Auch hier war seine Musik immer vom Soul, Funk und Disco der 1980er Jahre geprägt.
Im neuen Jahrtausend wurde es ruhiger um Mike Francis. Er zog sich vom Gesang zurück und konzentrierte sich auf sein Projekt Mystic Diversions, auf welchem Weltmusik und Chill-Out zu hören sind.

## Comeback
Das DJ-Erfolgsduo Blank & Jones konnte Mike Francis 2005 überreden, für sie wieder vor ein Mikrofon zu treten. Auf ihrer „Relax“-Serie präsentierten sie gemeinsam den Van-Morrison-Klassiker Someone Like You. Aufgrund der angenehmen Zusammenarbeit beschloss man 2007, ein ganzes Blank-&-Jones-Album (Relax Edition Three) aufzunehmen. Bei jedem einzelnen Titel ist Mike Francis’ Stimme zu hören. Auch einige seiner Hits wie Friends oder That Loving Feeling wurden hierfür neu aufgenommen. Ebenfalls enthalten ist eine Neuaufnahme der Single City Lights von William Pitt aus dem Jahre 1986 und der Single Josephine von Chris Rea aus dem Jahre 1985.
Noch im gleichen Jahr wurde in Italien, nach zehnjähriger Pause, sein Album Inspired veröffentlicht. Dieses wurde auf dem Blank-&-Jones-eigenen Label Soundcolours veröffentlicht.
Am 30. Januar 2009 erlag Mike Francis einer langjährigen Lungenkrebserkrankung.
In einem Kondolenzschreiben schrieb Piet Blank: Francesco war nicht nur ein grossartiger Sänger, mit dem wir in den letzten Jahren arbeiten durften, er war auch eine meiner grössten Inspirationsquellen, seitdem ich seine Musik in den 1980er Jahren als Teenager entdeckte. Für mich ging damals wirklich ein großer Traum in Erfüllung, als er für unseren ersten gemeinsamen Song „Someone Like You“ 2005 am Mikrofon stand. Er war nicht nur ein musikalisches Genie, sondern auch menschlich einer der freundlichsten und selbstlosesten Menschen, die ich jemals getroffen habe. Alles was er tat, kam von Herzen und war immer positiv und optimistisch geprägt. Wir werden dich vermissen!
Blank & Jones, die nicht nur mit Mike Francis zusammenarbeiteten, sondern die auch eine enge Freundschaft verband, haben gemeinsam mit seiner Familie die erste Sammlung seiner Werke zusammengestellt. Am 16. September 2011 erschien das Album Anthology. Auf dieser sind unter anderem Stücke mit absolutem Liebhaberwert, wie seine allererste Single Love Has Found You oder eine Live-Aufnahme des Marvin-Gaye-Klassikers Let’s Get It On zu hören.

## Diskografie
- 1984: Let’s not talk about it
- 1985: Features of love
- 1986: Mike Francis
- 1987: Songs (Compilation)
- 1988: Flashes of life
- 1990: Live in Manila (Livealbum)
- 1991: Mike Francis in italiano
- 1992: Classics (Compilation)
- 1994: Francesco innamorato
- 1995: The very best – Live (Livealbum)
- 1995: A different air
- 1998: Misteria
- 1998: The best of (Compilation)
- 1999: All rooms with a view
- 1999: I grandi successi (Compilation)
- 2000: I grandi successi originali – Flashback (Compilation)
- 2007: Inspired
- 2009: The very best of Mike Francis (All was missing) (Compilation)
- 2011: Anthology